# Oscar Passet
Oscar Fernando Passet (Santa Fe, Argentina; 12 de octubre de 1965) es un exfutbolista argentino que jugaba de arquero.  Su primer equipo fue Unión y su último club antes de retirarse fue Newell's Old Boys.

## Trayectoria
Surgido de las inferiores de Unión, donde tuvo su apogeo participando del juvenil torneo Proyección '86 junto a Hugo Rucci, estuvo en este equipo desde el año 1983 hasta el año 1988, cuando fue transferido a River Plate. En River estuvo hasta el año 1992, obteniendo el campeonato de Primera División del año 1989-90 y el Torneo Apertura 1991.

### San Lorenzo de Almagro
En San Lorenzo jugó 245 partidos, entre 1992 y 1999, obteniendo el Torneo Clausura 1995 con una gran actuación, por lo que fue convocado a la selección argentina, donde jugó amistosos y partidos oficiales de eliminatorias para el Mundial de Francia 1998. De sus grandes atajadas en ese campeonato, se recuerda la pelota que le sacó a Walter Pico en el San Lorenzo 2 - Boca Juniors 0, lo que le valió una nota en la revista El Gráfico, donde el periodista Juvenal escribió: "...realizó dos atajadas portentosas. Si cualquiera de esas jugadas hubieran sido gol, nadie podía reprocharle...sobre todo la que le sacó a Pico tras gran jugada de Tchami, (desde el punto penal hacia la izquierda, abajo a un rincón y manotazo salvador del Flaco)...si el campeonato llega, bien podría ser la atajada del campeonato".[cita requerida]
En la actualidad se dedica a la representación de jugadores y trabaja como panelista en Radio Neura junto al periodista Alejandro Fantino .

## Clubes
| Club              | País      | Año       |
| ----------------- | --------- | --------- |
| Unión             | Argentina | 1987-1988 |
| River Plate       | Argentina | 1988-1992 |
| San Lorenzo       | Argentina | 1992-1999 |
| Unión             | Argentina | 1999-2000 |
| Independiente     | Argentina | 2000-2001 |
| Newell's Old Boys | Argentina | 2002-2003 |

## Palmarés

### Campeonatos nacionales
| Título           | Club        | País      | Año     |
| ---------------- | ----------- | --------- | ------- |
| Primera División | River Plate | Argentina | 1989-90 |
| Primera División | River Plate | Argentina | A-1991  |
| Primera División | San Lorenzo | Argentina | C-1995  |